# Junnori
A junnori (hangul: 윷놀이) vagy röviden jut (윷) népszerű koreai társasjáték, melyet leginkább koreai újév alkalmával játszanak a családok. Táblajáték, melynek célja visszajuttatni a léptetőköveket a kiindulási pontba a lehető leggyorsabban. A játékot jut elnevezésű dobópálcákkal, a földön ülve játsszák.

## A játék menete
A tábla (말판, malphan) hagyományosan plédre vagy abroszra volt hímezve, eredetileg kör alakú volt, ma már négyzet alakú is létezik. A tábla egy külső körből vagy négyzetből áll, melyet két vonallal kettémetszenek. A játékhoz szükség van négy dobópálcikára (jut) és nyolc darab léptetőkőre (말, mal, „ló”).
A dobópálcákat feldobják, majd aszerint léptetnek a kövekkel a táblán, ahány pálcika lapos oldala néz felfelé. A különféle dobáskombinációknak neve is van. Ha a to kombinációban a három x-szel megjelölt pálcika mutat felfelé, akkor vissza kell lépni egyet a táblán. A cél a kövek visszajuttatása a célba. A kereszteződésekhez érve lehetőség van az út lerövidítésére is. Ha valaki mo-t dob, azaz minden pálcika lapos végével lefelé mutat, az a legmagasabb öt pontot jelenti, azaz öt lépést a táblán. Ha egy kő olyan állomásra ér a táblán, ahol az ellenfél köve található, leütheti, vagyis a kő visszakerül a startpozícióba, a követ leütő játékos pedig újra dobhat. Ha saját csapattárs kövével megegyező állomásra kerül, a csapat dönthet, hogy a két követ együtt mozgatja-e tovább. Ennek kockázata, hogy ha az ellenfél ugyanarra az állomásra lép, mindkét követ leütheti. Ha valaki jut vagy mo kombinációt dob, újra dobhat és akár meg is oszthatja a lépéseket két kő között. Az a csapat nyer, amelyik hamarabb tudja az összes kövét célba juttatni.

Menetstratégiák

Dobáskombinációk
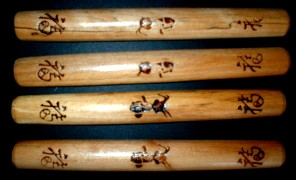
jut (dobópálcika)